# Adolf Daněk
Adolf Daněk (16. června 1869 Strakonice – 25. února 1950 Praha) byl český sběratel pošumavského folklóru, lidové poezie a autorem prací z oboru folkloristiky. Byl členem spolku spisovatelů Máj.

## Dílo
Od roku 1905 sbíral lidovou slovesnost. V letech 1912 až 1916 vyšly jeho Báje českého Pošumaví. Přispíval také do Rolnického kalendáře, Lidové čítanky, Malého čtenáře, do píseckých listů Otavan a Prácheň. Některé jeho povídky a pověsti byly uveřejněny v čítankách.
- Báje českého Pošumaví (Báje, legendy a pohádkové vyprávění vztahující se k historickým objektům a lokalitám v Pošumaví.)
- Pohádky o vodnících, rusalkách a divém muži
- Západní Čechy
- Pověsti o hradech a tvrzích v jižních Čechách (Soubor pověstí, spojených s existencí hradů a tvrzí v jižních a jihozápadních Čechách.)
- Na šumavském podlesí (Etnografická kniha popisující zvyky, obyčeje a folklór Prácheňska.)